# Trzej zbójcy (film)
Trzej zbójcy (org. Die Drei Räuber) – niemiecki film animowany z 2007 roku, zrealizowany na podstawie powieści Tomiego Ungerera o tym samym tytule.

## Treść
Po śmierci rodziców, mała Tiffany zostaje wysłana do sierocińca. Jednak na powóz wiozący ją przez las napada trzech zbójów. Dziewczynka, która nie chce trafić do sierocińca, podaje się za hinduską księżniczkę i obiecuje wypłacić duży okup. Zbójnicy zabierają ją do swojej kryjówki w lesie. Okazuje się, że nie są wcale tacy straszni i szybko zaprzyjaźnią się z dziewczynką. Tymczasem z sierocińca, w którym zła kierowniczka zmusza małe dzieci do pracy, ucieka dwóch chłopców. Przypadkiem trafiają do kryjówki zbójców.

## Obsada (głosy)
- Elena Kreil: Tiffany
- Joachim Król: zbój Malente
- Bela B.: zbój Flinn
- Charly Hübner: zbój Donnerjakob
- Katharina Thalbach: kierowniczka sierocińca
- Tomi Ungerer: narrator

## Nagrody
Film jest laureatem nagrody publiczności na Międzynarodowym Festiwalu Filmów Animowanych w Annecy 2008, oraz drugiej nagrody w kategorii Film Pełnometrażowy na Międzynarodowym Festiwalu Filmów Dziecięcych w Chicago 2007.